# 太古宗
太古宗，全名是韓國佛教太古宗（韓語：한국불교태고종），僅次於曹溪宗，是韓國第二大佛教宗派。開祖是太古普愚。總本山是首爾奉元寺。

## 歷史
原與曹溪宗為一家，受日治時代的日本佛教影響，允許僧侶「妻帶」（結婚）。在韓國獨立後，佛教界發起了淨化運動，不娶妻的比丘僧驅逐了允許娶妻的僧侶曹溪宗。1970年，允許結婚的「妻帶僧」成立了太古宗，得名於太古普愚禪師。

## 關連項目
- 韓國佛教

## 外部連結
- 韓國佛敎太古宗（页面存档备份，存于）